# 羅堃尉
羅堃尉（英語：Karen Law，1991年9月21日—），香港女模特兒，亦曾參與電視節目及電影演出。

## 簡歷
2011年，羅堃尉於台山商會中學中七畢業，升讀香港城市大學專上學院，期間參選2012年FACE大專校花校草選舉，奪得冠軍。其後，她升讀香港理工大學專業傳意學系，同時兼任模特兒，曾拍攝電視廣告及平面廣告。
羅堃尉在電視節目上亦有演出，如在2018年參與無綫電視綜藝節目《美女廚房》，任其中一位「美女學徒」。

## 演出

### 電視節目

#### 香港有線電視
- 2013年：《怪獸學堂》（主持）

#### ViuTV
- 2016年：《昇龍道之旅》（主持）
- 2021年：《海陸勁技場》
- 2023年：《環環相扣》（主持）

#### 香港電台電視部
- 2017至2018年：《自在8點半》（主持）

#### 無綫電視
- 2018年：《美女廚房》（美女學徒）

#### 香港開電視
- 2020年：《美少女日本民宿》（主持）

### 電影
- 2016年：《賭城風雲III》
- 2016年：《寒戰2》

## 外部連結
- 羅堃尉的Facebook專頁
- 羅堃尉的Instagram帳戶